# Vejer de la Frontera
Vejer de la Frontera er en by og kommune i det sydlige Spanien i provinsen Cádiz. Den har et indbyggertal på 12.915 (2024) indbyggere.